# No Moon on the Water
No Moon on the Water är den första singeln av Jason Molina som är släppt i eget namn. Skivan utgavs i januari 2004 på bolaget Chunklet. Båda spåren spelades in på nytt och inkluderades i 2007 års Sojourner.

## Låtlista

### A-sida
1. "No Moon on the Water" - 2:56

### B-sida
1. "In the Human World" - 2:16